# 热内雷斯特
热内雷斯特（法語：Générest，法語發音：[ʒeneʁɛst]）是法国上比利牛斯省的一个市镇，属于巴涅尔德比戈尔区。

## 地理
热内雷斯特（43°1'56"N, 0°31'33"E）面积11.83 平方千米，位于法国奧克西塔尼大區上比利牛斯省，该省份为法国西南部内陆省份，北至热尔省，西接大西洋比利牛斯省，南与西班牙接壤，东临上加龙省。
与热内雷斯特接壤的市镇（或旧市镇、城区）包括：隆布雷斯、科曼日地区圣贝特朗、阿旺蒂尼昂、蒙泰居、萨库埃、塞克、蒂比朗-若纳克。

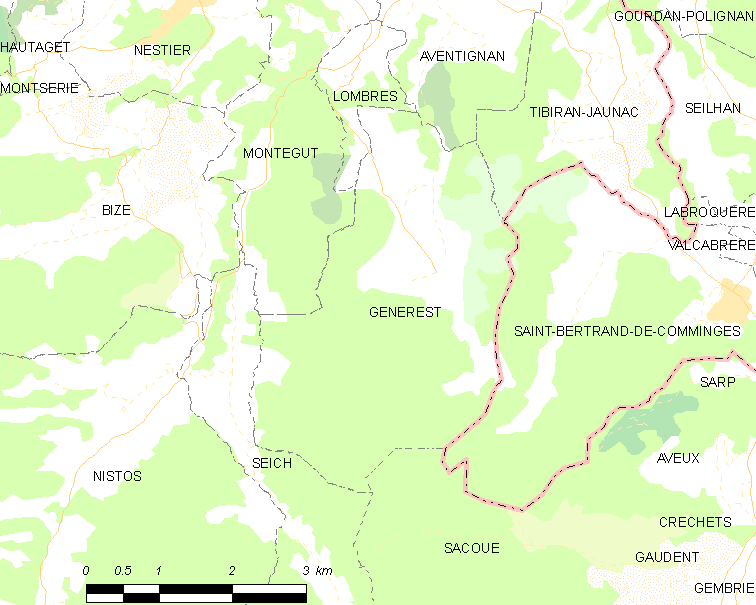
热内雷斯特的OSM定位图

热内雷斯特的时区为UTC+01:00、UTC+02:00（夏令时）。

## 行政
热内雷斯特的邮政编码为65150，INSEE市镇编码为65194。

## 政治
热内雷斯特所属的省级选区为巴鲁斯谷县。

## 人口

1962-2008年间热内雷斯特人口变化图示

热内雷斯特于2022年1月1日时的人口数量为93人。